# Saint-Merd-de-Lapleau
 Saint-Merd-de-Lapleau  (en occitano Sent Merd de la Pléu) es una comuna y población de Francia, en la región de Lemosín, departamento de Corrèze, en el distrito de Tulle y cantón de Lapleau.
Su población en el censo de 2008 era de 128 habitantes.
Está integrada en la Communauté de communes de Ventadour .

## Demografía
| 223 | 292 | 213 | 194 | 156 | 140 | 128 |
| Para los censos de 1962 a 1999 la población legal corresponde a la población sin duplicidades (Fuente: INSEE [Consultar]) |     |     |     |     |     |     |